# راک کریک (آلاباما)
راک کریک (به انگلیسی: Rock Creek) شهرکی در شهرستان جفرسون ایالت آلاباما است که مساحت آن ۷٫۸۱ کیلومترمربع است و در سرشماری سال ۲۰۱۰ میلادی، ۱٬۴۵۶ نفر جمعیت داشته و تراکم جمعیتی آن، ۱۸۶٫۴۳ در کیلومترمربع بوده است.